# Приз ФІПРЕССІ (Венеційський кінофестиваль)
Приз Міжнародної федерації кінопреси, скорочено Приз ФІПРЕССІ (фр. Prix FIPRESCI), відомий також як Приз Міжнародної кінокритики, є спеціальним призом, який з 1948 року журі Міжнародної федерації кінопреси (FIPRESCI) вручає на Венеційському міжнародному кінофестивалі за найкращий на думку кінокритиків фільм, що беруть участь в усіх фестивальних секціях.
Переможець нагороджується дипломом, на якому обов'язково має бути вказане ім'я режисера та назва фільму. Журі має право не вручати свій головний приз.

## Лауреати
Список переможців складено на основі даних офіційного сайту Міжнародної федерації кінопреси.
| Рік  | Фільм                                       | Оригінальна назва                                     | Режисер                               | Країна                      | Секція                       |
| ---- | ------------------------------------------- | ----------------------------------------------------- | ------------------------------------- | --------------------------- | ---------------------------- |
| 1948 | Під сонцем Риму                             | Sotto il sole di Roma                                 | Ренато Кастеллані                     | Італія                      | Конкурс                      |
| 1949 | Не присуджувався                            | Не присуджувався                                      | Не присуджувався                      | Не присуджувався            | Не присуджувався             |
| 1950 | Орфей                                       | Orphée                                                | Жан Кокто                             | Франція                     | Конкурс                      |
| 1951 | Не присуджувався                            | Не присуджувався                                      | Не присуджувався                      | Не присуджувався            | Не присуджувався             |
| 1952 | Нічні красуні                               | Les Belles de nuit                                    | Рене Клер                             | Франція                     | Конкурс                      |
| 1953 | Не присуджувався                            | Не присуджувався                                      | Не присуджувався                      | Не присуджувався            | Не присуджувався             |
| 1954 | Не присуджувався                            | Не присуджувався                                      | Не присуджувався                      | Не присуджувався            | Не присуджувався             |
| 1955 | Не присуджувався                            | Не присуджувався                                      | Не присуджувався                      | Не присуджувався            | Не присуджувався             |
| 1956 | Жервеза                                     | Gervaise                                              | Рене Клеман                           | Франція                     | Конкурс                      |
| 1956 | Головна вулиця                              | Calle Mayor                                           | Хуан Антоніо Бардем                   | Іспанія                     | Конкурс                      |
| 1957 | Нескорений                                  | অপরাজিত / Aparajito                                     | Сатьяджит Рай                         | Індія                       | Конкурс                      |
| 1958 | Вовча яма                                   | Vlcí jáma                                             | Іржи Вайс                             | Чехословаччина              | Конкурс                      |
| 1959 | Попіл і діамант                             | Popiól i diament                                      | Анджей Вайда                          | Польща                      | Конкурс                      |
| 1960 | Коляска                                     | El cochecito                                          | Марко Феррері                         | Іспанія                     | Конкурс                      |
| 1960 | Рокко та його брати                         | Rocco e i suoi fratelli                               | Лукіно Вісконті                       | Італія                      | Конкурс                      |
| 1961 | Розбійник                                   | Il Brigante                                           | Ренато Кастеллані                     | Італія                      | Конкурс                      |
| 1962 | Ніж у воді                                  | Nóz w wodzie                                          | Роман Полянський                      | Польща                      | Конкурс                      |
| 1963 | Кат                                         | El verdugo                                            | Луїс Гарсія Берланга                  | Іспанія                     | Конкурс                      |
| 1964 | Червона пустеля                             | Il deserto rosso                                      | Мікеланджело Антоніоні                | Італія                      | Конкурс                      |
| 1965 | Симеон Пустельник                           | Simón del desierto                                    | Луїс Бунюель                          | Мексика                     | Конкурс                      |
| 1966 | Битва за Алжир                              | La Battaglia di Algeri / معركة الجزائر                | Джилло Понтекорво                     | Італія Алжир                | Конкурс                      |
| 1967 | Китай близько                               | La Cina è vicina                                      | Марко Беллоккьо                       | Італія                      | Конкурс                      |
| 1967 | Бунт Самураїв                               | 上意討ち 拝領妻始末 / Jôi-uchi: Hairyô tsuma shimatsu | Масакі Кобаясі                        | Японія                      |                              |
| 1968 | Не присуджувався                            | Не присуджувався                                      | Не присуджувався                      | Не присуджувався            | Не присуджувався             |
| 1969 | Не присуджувався                            | Не присуджувався                                      | Не присуджувався                      | Не присуджувався            | Не присуджувався             |
| 1970 | Не присуджувався                            | Не присуджувався                                      | Не присуджувався                      | Не присуджувався            | Не присуджувався             |
| 1971 | Не присуджувався                            | Не присуджувався                                      | Не присуджувався                      | Не присуджувався            | Не присуджувався             |
| 1972 |                                             | Bas ya Bahar                                          | Халід Аль Сіддік                      | Кувейт                      | Venezia Giovani              |
| 1972 | Компанія з обмеженою відповідальністю       | সীমাবদ্ধ / Seemabaddha                                   | Сатьяджит Рай                         | Індія                       | Informativa Critici          |
| 1973 | Не присуджувався                            | Не присуджувався                                      | Не присуджувався                      | Не присуджувався            | Не присуджувався             |
| 1974 | Не присуджувався                            | Не присуджувався                                      | Не присуджувався                      | Не присуджувався            | Не присуджувався             |
| 1975 | Не присуджувався                            | Не присуджувався                                      | Не присуджувався                      | Не присуджувався            | Не присуджувався             |
| 1976 | Не присуджувався                            | Не присуджувався                                      | Не присуджувався                      | Не присуджувався            | Не присуджувався             |
| 1977 | Не присуджувався                            | Не присуджувався                                      | Не присуджувався                      | Не присуджувався            | Не присуджувався             |
| 1978 | Не присуджувався                            | Не присуджувався                                      | Не присуджувався                      | Не присуджувався            | Не присуджувався             |
| 1979 | Нуба                                        | La Nouba des femmes du mont Chenoua                   | Асся Джеббар                          | Алжир                       | Венеційська майстерня        |
| 1979 | Шапка                                       | Le Passe-montagne                                     | Жан-Франсуа Стевенен                  | Франція                     | Конкурс                      |
| 1979 |                                             | Bougo, les funérailles du vieil Anaï                  | Жан Руш                               | Франція                     |                              |
| 1980 | Олександр Великий                           | Ο Μεγαλέξανδρος / Ο Μegalexandros                     | Тодорос Ангелопулос                   | Греція                      | Конкурс                      |
| 1981 | Свинцеві часи                               | Die bleierne Zeit                                     | Маргарете фон Тротта                  | ФРН                         | Конкурс                      |
| 1981 | Вони не носять фраків                       | Eles não usam Black-Tie                               | Леон Гіршман                          | Бразилія                    | Конкурс                      |
| 1981 | Чи пам'ятаєш ти Доллі Белл?                 | Sjećaš li se Doli Bel                                 | Емир Кустуриця                        | Союзна Республіка Югославія | Конкурс                      |
| 1982 | Стан речей                                  | Der Stand der Dinge                                   | Вім Вендерс                           | ФРН                         | Конкурс                      |
| 1982 | Агонія                                      | Агония                                                | Елем Климов                           | СРСР                        | Поза конкурсом               |
| 1983 | Фанні та Олександр                          | Fanny och Alexander                                   | Інгмар Бергман                        | Швеція                      | Поза конкурсом               |
| 1983 | Влада почуттів                              | Die Macht der Gefühle                                 | Александр Клуґе                       | ФРН                         | Конкурс                      |
| 1984 | Рідний край: Хроніки Німеччини              | Heimat — Eine deutsche Chronik                        | Едгар Райц                            | Німеччина                   | Поза конкурсом               |
| 1984 | За ґратами                                  | מאחורי הסורגים / MeAhorei HaSoragim                   | Урі Барбаш                            | Ізраїль                     | Міжнародний день критики     |
| 1985 | Без даху, поза законом                      | Sans toit ni loi                                      | Аньєс Варда                           | Франція                     | Конкурс                      |
| 1985 | Yesterday                                   | Yesterday                                             | Радослав Пивоварський                 | Польща                      | Міжнародний день критики     |
| 1986 | Всенародна декларація Чилі (документальний) | Acta General de Chile                                 | Мігель Літтін                         | Чилі Іспанія                | Конкурс авторського кіно     |
| 1986 | Зелений промінь                             | Le Rayon vert                                         | Ерік Ромер                            | Франція                     | Конкурс                      |
| 1986 | Безлад                                      | Désordre                                              | Олів'є Ассаяс                         | Франція                     | Міжнародний день критики     |
| 1987 | Рідний готель                               | Anayurt Oteli                                         | Емер Кавур                            | Туреччина                   | Конкурс                      |
| 1987 | Хай живе сеньйора!                          | Lunga vita alla signora!)                             | Ерманно Ольмі                         | Італія                      | Конкурс                      |
| 1987 | Зломник                                     | Взломщик                                              | Валерій Огородников                   | СРСР                        | Міжнародний день критики     |
| 1988 | Важкі часи                                  | Tempos Difíceis                                       | Жуан Бутелью                          | Португалія                  | Конкурс                      |
| 1988 | Пейзаж у тумані                             | Τοπίο στην Ομίχλη / Topio stin omichli                | Тодорос Ангелопулос                   | Греція                      | Конкурс                      |
| 1988 | Високі надії                                | High Hopes                                            | Майк Лі                               | Велика Британія             | Міжнародний день критики     |
| 1988 | Маленька Віра                               | Ма́ленькая Ве́ра                                        | Василь Пічул                          | СРСР                        | Міжнародний день критики     |
| 1989 | Декалог                                     | Dekalog                                               | Кшиштоф Кесльовський                  | Польща                      | Спеціальні покази            |
| 1989 | Безжальний світ                             | Un monde sans pitié                                   | Ерік Рошан                            | Франція                     | Міжнародний день критики     |
| 1990 | Стіни                                       | (മതിലുകള്‍                                                | Адур Гопалакрішнан                    | Індія                       | Конкурс                      |
| 1990 | Станція                                     | La stazione                                           | Серджо Рубіні                         | Італія                      | Міжнародний день критики     |
| 1990 | Скромниця                                   | La Discrète                                           | Крістіан Венсан                       | Франція                     | Міжнародний день критики     |
| 1991 | Запали червоний ліхтар                      | 大紅燈籠高高掛 / Dà Hóng Dēnglóng Gāogāo Guà          | Чжан Їмоу                             | КНР                         | Конкурс                      |
| 1991 | Нікчемна людина                             | Muno no hito                                          | Наото Такенака                        | Японія                      | Міжнародний день критики     |
| 1991 | Драйв                                       | Drive                                                 | Джефрі Леві                           | США                         | Міжнародний день критики     |
| 1992 | Леон — свинар                               | Leon the Pig Farmer                                   | Вадим Жан та Гарі Синьйор             | Велика Британія             | Міжнародний день критики     |
| 1992 | Серце взимку                                | Un cœur en hiver                                      | Клод Соте                             | Франція                     | Конкурс                      |
| 1992 | Рідний край 2: Хроніки Німеччини            | Die zweite Heimat — Chronik einer Jugend              | Едгар Райц                            | Німеччина                   | Спеціальні покази            |
| 1993 | Короткі історії                             | Short Cuts                                            | Роберт Альтман                        | США                         | Конкурс                      |
| 1993 | Неслухняний Баббі                           | Bad Boy Bubby                                         | Рольф де Гір                          | Австралія Італія            | Конкурс                      |
| 1993 | Син акули                                   | Le Fils du requin                                     | Аньєс Верле                           | Бельгія Франція             |                              |
| 1994 | Перед дощем                                 | Пред дождот                                           | Мільчо Манчевський                    | Північна Македонія          | Конкурс                      |
| 1994 | Хай живе любов                              | 愛情萬歲 / Aiqing wansui                              | Цай Мінлян                            | Тайвань                     | Конкурс                      |
| 1994 | Це Око, це Небо                             | That Eye, the Sky                                     | Джон Руейн                            | Австралія                   |                              |
| 1995 | Поза хмарами                                | Al di là delle nuvole                                 | Мікеланджело Антоніоні та Вім Вендерс | Франція Німеччина Італія    | Поза конкурсом               |
| 1995 | Велорикша                                   | Xích Lô                                               | Чан Ань Хунг                          | В'єтнам Франція             | Конкурс                      |
| 1996 | Понетт                                      | Ponette                                               | Жак Дуайон                            | Франція                     | Конкурс                      |
| 1996 | Вік можливостей                             | L'Âge des possibles                                   | Паскаль Ферран                        | Франція                     | Finestra sulle Immagini      |
| 1996 | Сукня                                       | De jurk                                               | Алекс ван Вармердам                   | Нідерланди                  | Corsia di sorpasso           |
| 1997 | Любовні історії                             | Historie miłosne                                      | Єжи Штур                              | Польща                      | Конкурс                      |
| 1997 | 24:7                                        | Twenty Four Seven                                     | Шейн Медовз                           | Велика Британія             | Британський Ренесанс         |
| 1997 | Ґуммо                                       | Gummo                                                 | Гармоні Корін                         | США                         | Міжнародний день критики     |
| 1997 | Пам'яті Імре Дьєндьєшші (документальний)    | In Memoriam Gyöngyössy Imre                           | Барна Кабаї та Каталін Петеньї        | Угорщина                    | Венеційська майстерня        |
| 1998 | Діжка пороху                                | Bure baruta                                           | Горан Паскалевич                      | Союзна Республіка Югославія | Перспективи                  |
| 1998 | Потяг життя                                 | Train de vie                                          | Раду Міхайляну                        | Франція Румунія             | Перспективи                  |
| 1999 | Нас віднесе вітер                           | باد ما را خواهد برد / Bād mā rā Khāhad bord           | Аббас Кіаростамі                      | Іран                        | Конкурс                      |
| 1999 | Бути Джоном Малковичем                      | Being John Malkovich                                  | Спайк Джонз                           | США                         | Сни та видіння               |
| 2000 | Коло                                        | دایره / Dāyereh                                       | Джафар Панагі                         | Іран                        | Конкурс                      |
| 2000 | Закоханий Тома                              | Thomas est amoureux                                   | П'єр-Поль Рендер                      | Бельгія                     | Справжнє кіно                |
| 2001 | Дика невинність                             | Sauvage Innocence                                     | Філіп Гаррель                         | Франція                     | Конкурс                      |
| 2001 | Подих                                       | Le Souffle                                            | Дам'єн Одуль                          | Франція                     | Справжнє кіно                |
| 2002 | Оазис                                       | 오아시스                                              | Ли Чан Дон                            | Південна Корея              | Конкурс                      |
| 2002 | Улюбленець жінок                            | Roger Dodger                                          | Ділан Кідд                            | США                         | Міжнародний день критики     |
| 2002 | 11 вересня (епізод Велика Британія)         | 11'09"01 - September 11                               | Кен Лоуч                              | Велика Британія             | Спеціальні покази            |
| 2003 | Притулок дракона                            | 不散 / Bu san                                         | Цай Мінлян                            | Тайвань                     | Конкурс                      |
| 2003 | Нація без жінок                             | मातृभूमि                                                  | Маніш Джха                            | Франція Індія               | Міжнародний день критики     |
| 2004 | Порожній будинок                            | 빈집 / Bin-jip                                        | Кім Кі Дук                            | Південна Корея              | Конкурс                      |
| 2004 | Вітер землі                                 | Vento di terra                                        | Вінченцо Марра                        | Італія                      | Горизонти                    |
| 2005 | Добраніч, та нехай щастить                  | Good Night and Good Luck                              | Джордж Клуні                          | США                         | Конкурс                      |
| 2005 | Далека синя височінь                        | The Wild Blue Yonder                                  | Вернер Герцог                         | Німеччина                   | Горизонти                    |
| 2006 | Королева                                    | The Queen                                             | Стівен Фрірз                          | Велика Британія             | Конкурс                      |
| 2006 | Коли рушаться греблі                        | When The Levees Broke: A Requiem In Four Acts         | Спайк Лі                              | США                         | Горизонти                    |
| 2007 | Кус-кус і барабулька                        | La Graine et le Mulet                                 | Абделатіф Кешиш                       | Франція                     | Конкурс                      |
| 2007 | Джиммі Картер: Людина з Великих Рівнин      | Jimmy Carter Man from Plains                          | Джонатан Демме                        | США                         | Горизонти                    |
| 2008 | Усередині країни                            | Gabbla                                                | Тарік Такійя                          | Алжир                       | Конкурс                      |
| 2008 | Прощавай, Соло                              | Goodbye Solo                                          | Рамін Бахрані                         | США                         | Горизонти                    |
| 2009 | Лурд                                        | Lourdes                                               | Джесіка Гауснер                       | Австрія Франція             | Конкурс                      |
| 2009 | За течією                                   | Chơi vơi                                              | Чуен Буй Тхак                         | В'єтнам Франція             | Горизонти                    |
| 2010 | Вівсянки                                    | Овсянки                                               | Олексій Федорченко                    | Росія                       | Конкурс                      |
| 2010 | Найманий вбивця: Кімната 164                | El Sicario, Room 164                                  | Джанфранко Розі                       | Франція США                 | Горизонти                    |
| 2011 | Сором                                       | Shame                                                 | Стів Макквін                          | Велика Британія             | Конкурс                      |
| 2011 | Два роки в морі                             | Two Years at Sea                                      | Бен Ріверс                            | Велика Британія             | Горизонти                    |
| 2012 | Майстер                                     | The Master                                            | Пол Томас Андерсон                    | США                         | Конкурс                      |
| 2012 | Перерва                                     | L'intervallo                                          | Леонардо ді Костанзо                  | Італія Швейцарія            | Горизонти                    |
| 2013 | Том на фермі                                | Tom à la ferme                                        | Ксав'є Долан                          | Канада Франція              | Конкурс                      |
| 2013 | Зустріч випускників                         | Återträffen                                           | Анна Уделл                            | Швеція                      | Міжнародний день критики     |
| 2014 | Погляд тиші                                 | The Look of Silence                                   | Джошуа Оппенгеймер                    | Данія                       | Конкурс                      |
| 2014 | Нічия дитина                                | Nicije dete                                           | Вук Рсумович                          | Сербія Хорватія             | Міжнародний день критики     |
| 2015 | Кров моєї крові                             | Sangue del mio sangue                                 | Марко Беллоккьо                       | Італія                      | Конкурс                      |
| 2015 |                                             | Chaharshanbeh, 19 Ordibehesht                         | Вахід Джалільванд                     | Іран                        | Горизонти                    |
| 2016 | Життя                                       | Une vie                                               | Стефан Брізе                          | Франція                     | Конкурс                      |
| 2016 |                                             | Kékszakállú                                           | Гастон Солнікі                        | Аргентина                   | Горизонти                    |
| 2017 | Екслібрис: Нью-Йоркська публічна бібліотека | Ex Libris — The New York Public Library               | Фредерік Вайсман                      | США                         | Конкурс                      |
| 2017 | Вірші забуття                               | Los Versos del Olvido                                 | Аліреза Хатамі                        | Франція                     | Горизонти                    |
| 2018 | Захід Сонця                                 | Napszállta                                            | Ласло Немеш                           | США                         | Конкурс                      |
| 2018 | Запис тиші                                  | Still Recording                                       | Саад аль-Баталь, Гіат Аюб             | Сирія Ліван Катар Франція   | Міжнародний тиждень критиків |